# Ференц Біхарі
Ференц Біхарі, Бючельмаєр (угор. Bihari Ferenc, 30 листопада 1889 — 12 травня 1965, Нью-Йорк) — угорський футболіст, що грав на позиції воротаря. Відомий виступами, зокрема, за клуб БТК, а також національну збірну Угорщини.

## Клубна кар'єра
Більшу частину ігрової кар'єри виступав у команді Будапешт Торна Клуб. У складі клубу двічі ставав бронзовим призером чемпіонату Угорщини у 1909 і 1912 роках.
У сезоні 1919–1920 грав за команду «Ференцварош», з якою втретє став бронзовим призером чемпіонату. Провів загалом п'ять матчів, чотири з яких у чемпіонаті і один у товариській грі.
Також пізніше був резервним воротарем клубу «Уйпешт», у складі якого зіграв три матчі у чемпіонаті. Срібний призер чемпіонату Угорщини 1923 року.
| Дата      | Місто    | Господарі | Результат | Гості    | Турнір           | Голи | Примітки |
| --------- | -------- | --------- | --------- | -------- | ---------------- | ---- | -------- |
| 2-5-1909  | Відень   | Австрія   | 3 – 4     | Угорщина | товариський матч | -3   |          |
| 29-5-1909 | Будапешт | Угорщина  | 2 – 4     | Англія   | товариський матч | -4   |          |
| 30-5-1909 | Будапешт | Угорщина  | 1 – 1     | Австрія  | товариський матч | -1   |          |
| 31-5-1909 | Будапешт | Угорщина  | 2 – 8     | Англія   | товариський матч | -8   |          |
| 7-11-1909 | Будапешт | Угорщина  | 2 – 2     | Австрія  | товариський матч | -2   |          |
| Усього    |          | Матчів    | 5         |          | Голів            | -18  |          |